# 91389 Davidsaewert
91389 Davidsaewert è un asteroide della fascia principale. Scoperto nel 1999, presenta un'orbita caratterizzata da un semiasse maggiore pari a 2,668451 UA e da un'eccentricità di 0,167847, inclinata di 6,259843° rispetto all'eclittica.